# Liste des compétitions automobiles en Belgique
 (novembre 2023).
Si vous disposez d'ouvrages ou d'articles de référence ou si vous connaissez des sites web de qualité traitant du thème abordé ici, merci de compléter l'article en donnant les références utiles à sa vérifiabilité et en les liant à la section « Notes et références ».
La liste suivante recense les différents championnats automobiles se déroulant en Belgique.
| Monoplace        |                                                 |           |                                                     |                          |                                               |
| Formule Libre    | Championnat de Belgique de Courses de côte      | 1957-...  | Stéphane Emond                                      |                          | Jean Schmits (12)                             |
| Formule Junior   | Championnat de Belgique de Formule Junior       | 1962-1963 | Jean-Claude Franck                                  | Cooper T 67 Ford         |                                               |
| Formule 3        | Championnat de Belgique de Formule 3            | 1964-1967 |                                                     |                          |                                               |
| Formule Ford     | Championnat de Belgique de Formule Ford         | 1980–1987 |                                                     |                          |                                               |
| Voiture de sport |                                                 |           |                                                     |                          |                                               |
| Groupe N         | Championnat de Belgique de voitures de tourisme | 1993-2001 | Vincent Radermecker                                 | Opel Astra               | Thierry Tassin (3)                            |
| Groupe N         | Belgian Touring Car Series                      | 2010-2011 | Philippe Stéveny Didier de Radiguès                 |                          |                                               |
| Groupe N         | Dutch Supercar Challenge                        | 2001-...  | Roger Grouwels Arjan van der Zwaan Robert de Graaff |                          | Arjan van der Zwaan (2) Diederik Sijthoff (2) |
| Groupe N         | Benelux Racing League V6                        | 2004-...  | Renger Van der Zande                                | Ford Mondeo              | Donald Molenaar (3)                           |
| Groupe N         | Benelux Racing League Light                     | 2005-...  |                                                     | Ford Focus               |                                               |
| Grand tourisme   | Championnat de Belgique de Grand Tourisme       | 1990-...  | Bert Redant Tim Verbergt                            | Aston Martin Vantage GT3 | Jean-François Hemroulle (3)                   |
| Tourisme         |                                                 |           |                                                     |                          |                                               |
| Rallycross       | Championnat de Belgique de rallycross           | 2013-...  |                                                     |                          |                                               |
| Rallye           |                                                 |           |                                                     |                          |                                               |
| Groupe A         | Championnat de Belgique des rallyes             | 1978-...  | Freddy Loix                                         | Škoda Fabia S2000        | Pieter Tsjoen (8)                             |

## Course unique
| Catégorie        | Epreuve                              | Années    | Vainqueur en titre                                         | Voiture                 | Plus titré(s)                     |
| ---------------- | ------------------------------------ | --------- | ---------------------------------------------------------- | ----------------------- | --------------------------------- |
| Formule 1        | Grand Prix automobile de Belgique    | 1925-...  | Lewis Hamilton                                             | Mercedes W06            | Michael Schumacher (6)            |
| Formule 3        | Grand Prix automobile des Frontières | 1929-1972 | David Purley                                               | Ensign LNF3             | Arthur Legat (3) David Purley (3) |
| Sport-prototypes | 6 Heures de Spa-Francorchamps        | 1963-...  | André Lotterer Benoît Tréluyer Marcel Fässler              | Audi R18 e-tron quattro | Jacky Ickx (5)                    |
| Grand tourisme   | 24 Heures de Spa                     | 1924-...  | Markus Palttala Lucas Luhr Nick Catsburg                   | BMW Z4 GT3              | Eric van de Poele (5)             |
| Grand tourisme   | 24 Heures de Zolder                  | 1983-...  | Dylan Derdaele Kenneth Heyer Peter Hoevenaars Frank Thiers | Porsche 911 GT3         | Anthony Kumpen (4)                |